# Anunciación (Tiziano)
La Anunciación es una pintura del maestro del Renacimiento italiano, Tiziano, realizada entre 1559 y 1564. Se encuentra en la iglesia de San Salvador de Venecia, para la que fue encargada.
Originalmente tres pinturas estuvieron encargadas por la familia D'Anna para sus capillas en la iglesia de San Salvador de Venecia. Sólo dos se conservan dentro en la iglesia. Las otras piezas encargadas eran una Transfiguración, datada alrededor 1560 y una Crucifixión ahora en la Iglesia de San Domenico, Ancona. La pintura describe la escena cuándo el arcángel Gabriel le anuncia a la Virgen que está embarazada del niño de Dios, llamada la Anunciación de la Virgen.

## Composición
Las figuras que se encuentran en la parte inferior son María (madre de Jesús) y el Arcángel Gabriel. La virgen está sorprendida y una luz celestial, que sale de un espacio abierto en el cielo, iluminando en el sitio de la Anunciación.
Hay diversas opiniones en el uso diferente del color en esta pintura desde Giorgio Vasari hasta Charles Hope. Hope opina que ”no le gustaba el uso de los colores embarrados, los tipos físicos, la postura educada de la Virgen o la figura mal dibujada de Gabriel y el uso inepto del gesto”. La observación de Hope es una extensión de la crítica de Vasari. Mientras Bohde explica que los "colores embarrados" y las figuras hacen que la composición de Tiziano sea  tan buena.
Bohde dice que, "La pintura de Tiziano finalmente trata la transformación de lo inmaterial a lo material, el cual es el núcleo del tema de encarnación". Las figuras representan por sí mismas el tema principal de la encarnación de Dios dentro de la Virgen. Este tema viene dado por la paloma en la parte trasera que vierte cantidades de luz a través de las nubes. Las figuras son diferentes de otras versiones de la historia de la Anunciación de otros trabajos venecianos. Tiziano no conecta con el mito de la ciudad de Venecia fundado en el día de Anunciación. Como declara Bohde "Tiziano meramente conecta el sitio de la Anunciación con el interior de San Salvador a través del suelo enladrillado blanco y rojo y la fila de columnas. Pero estas caracteristicas sirve principalmente para unificar el espacio pictórico y el real, y no es significativamente veneciano."
La medida desproporcionada del arcángel comparado al de la Virgen y las pinceladas presentan una mayor expresividad. La manera de Tiziano de describir a la Virgen pone énfasis en que Jesús estuvo hecho de la carne de la Virgen.